# Aloe supralaevis
Aloe supralaevis é uma espécie de liliopsida do gênero Aloe, pertencente à família Asphodelaceae.